# Ketil Bjørnstad

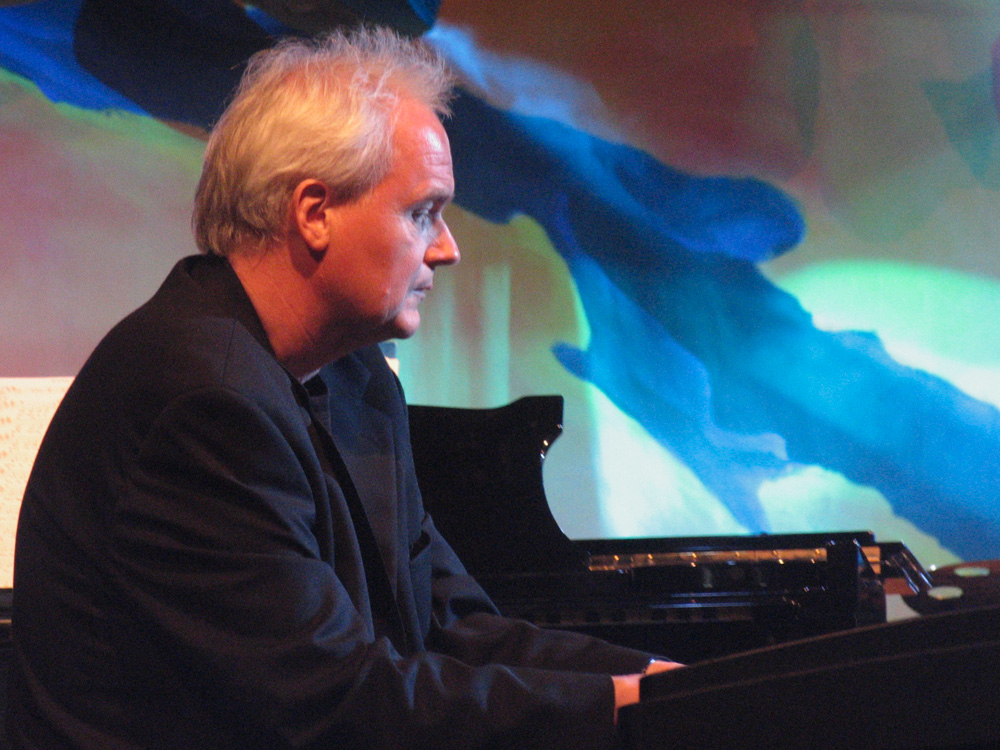
Ketil Bjørnstad al Festival di Moers 2004

Ketil Bjørnstad (Oslo, 25 aprile 1952) è un compositore e pianista norvegese.

## Biografia
Bjørnstad, inizialmente pianista di estrazione classica, approda nella musica jazz attraverso l'ascolto di In a Silent Way di Miles Davis, e in seguito l'ascolto di interpreti jazz come Bill Evans e Thelonious Monk.
I suoi dischi presentano, spesso insieme al violoncellista David Darling, musica ispirata a paesaggi nordici, fiordi, contemplazione del mare; la sua discografia è infatti centrata sul tema marino con molti dischi legati alle storie acquatiche. Ha collaborato con vari artisti, tra cui David Darling, Terje Rypdal, Jon Christensen, Jan Garbarek, Arild Andersen, Trilok Gurtu.
Oltre all'attività musicale, Bjørnstad svolge anche attività di scrittore, e ha pubblicato circa 20 libri di novelle e poesie.

## Discografia essenziale
- Preludes Vol. 1 (1984)
- Preludes Vol. 2 (1985)
- Three Ballets (Pianology / Ophelias arrival / Minota) (1986)
- The Shadow (1990)
- Odyssey (KKV) (1990)
- Water Stories (con David Darling) (ECM) (1993)
- The Sea (con David Darling, Terje Rypdal, Jon Christensen) (ECM) (1995)
- The River (con David Darling) (ECM) (1996)
- The Sea II (con David Darling, Terje Rypdal, Jon Christensen) (ECM) (1998)
- The Rosenborg Tapes, Volume I -- New Life (TYLDEN & CO. / PHILIPS / SEPTEMBER) (1998)
- The Rosenborg Tapes, Volume II -- 20 variations on the Prelude and Fugue in C-sharp minor by J. S. Bach (TYLDEN & CO. / SEPTEMBER) (1999)
- Epigraphs (con David Darling) (ECM) (2000)
- Grace  (text: John Donne, 1562-1626) (EMARCY) (2001)
- Before the Light (NOVEMBER) (2001)
- The Nest (text: Hart Crane, 1899-1932) (EMARCY) (2003)
- Seafarer's Song (UNIVERSAL JAZZ) (2004)
- Solskinnsdypet (featuring Kolbein Falkeid) (text: Kolbein Falkeid) (KKV) (2004)
- Floating (EMARCY) (2006)
- Remembrance (con Tore Brunborg, Jon Christensen) (ECM) (2010)
- Rainbow Sessions (UNIVERSAL JAZZ) (2006)
- Devotions (UNIVERSAL JAZZ) (2007)
- Vinding's Music: Songs From The Alder Thicket, ECM, (2012)
- La Notte (Live At Molde International Jazz Festival / 2010)

## Premi e riconoscimenti
1974 - Spellemannprisen - categoria album strumentale per Berget det blå